# Chelohelea comata
Chelohelea comata är en tvåvingeart som beskrevs av Giles och Wirth 1985. Chelohelea comata ingår i släktet Chelohelea och familjen svidknott. Inga underarter finns listade i Catalogue of Life.